# Curimopsis setigera
Curimopsis setigera is een keversoort uit de familie pilkevers (Byrrhidae). De wetenschappelijke naam van de soort is voor het eerst geldig gepubliceerd in 1798 door Illiger.